# Helge Harder
Helge Harder (ur. 26 kwietnia 1908 w Kopenhadze – zm. w 1962) – duński kolarz torowy, złoty medalista mistrzostw świata.

## Kariera
Największy sukces w karierze Helge Harder osiągnął w 1931 roku, kiedy zdobył złoty medal w sprincie indywidualnym amatorów podczas mistrzostw świata w Kopenhadze. W zawodach tych wyprzedził bezpośrednio dwóch swoich rodaków: Willy'ego Gervina i Ankera Meyera Andersena. Na rozgrywanych rok wcześniej mistrzostwach krajów nordyckich zdobył srebrny medal w wyścigu na 1 km, ulegając jedynie Gervinowi. Zdobył ponadto dwa tytuły mistrza Danii w sprincie indywidualnym (1930 i 1931). Nigdy nie wystartował na igrzyskach olimpijskich.